# 호시 유리코

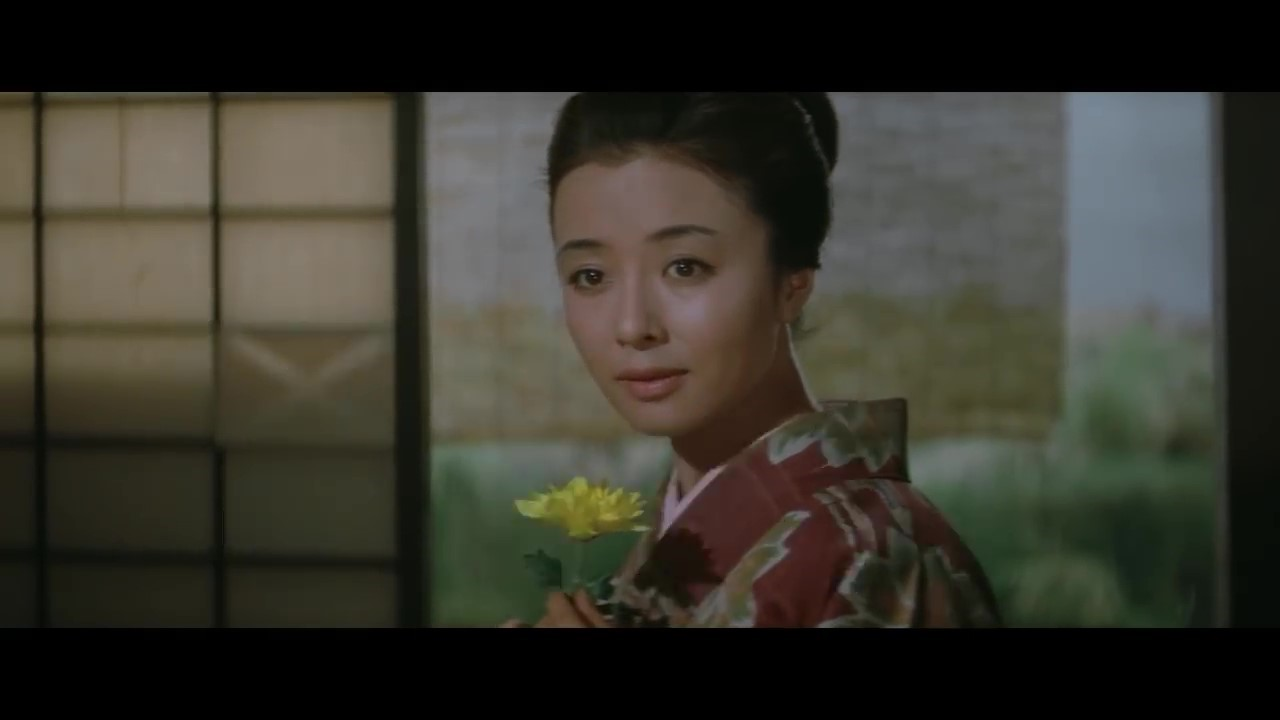

호시 유리코(Yuriko Hoshi, 1943년 12월 6일 ~ 2018년 5월 16일)는 일본의 배우, 가수, 일본의 성우이다.
가지초에서 태어났으며 교토시에서 사망하였다. 사인은 암이다.

## 방송
- 리퀴드 ~귀신의 술 기적의 장~
- 옥신각신 하는 사이에 복이 온다
- 슈샤인보이
- 아츠히메
- 아구리

## 영화
- 리퀴드 ~귀신의 술 기적의 장~ (2015년)
- 옥신각신 하는 사이에 복이 온다 (2013년)
- 낚시 바보 일지 18 (2007년)
- 아메마스의 강 (2004년)
- 고질라 25 - 고지라 X 메가기라스 G 소멸 작전 (2000년)
- 아구리 (1997년)
- 내 마음의 은하철도 미아자키 켄지 이야기 (1996년) - 미야자와 이치 역
- 레인보우 브릿지 (1993년)
- 사랑에 빠진 여자들 (1986년)
- 고질라 6 - 머리 셋 괴물 기드라 (1964년)
- 고질라 5 - 모수라 대 고질라 (1964년)
- 추신구라 - 47로닌 (1962년)
- 일본 제일의 대장부 (1962년)
- 오사카 캐슬 스토리 (1961년)